# Boxe aux Jeux africains
Les compétitions de boxe anglaise des Jeux africains sont organisés par l'AIBA (Association Internationale de Boxe Amateur) depuis 1965.

## Boxe aux Jeux africains
| Année | Édition            | Lieu         | Lieu                | Date                       |
| 1965  | 1er Jeux africains | Brazzaville  | République du Congo | 18 - 25 juillet            |
| 1973  | 2e Jeux africains  | Lagos        | Nigeria             | 7 - 18 janvier             |
| 1978  | 3e Jeux africains  | Alger        | Algérie             | 13 - 28 juillet            |
| 1987  | 4e Jeux africains  | Nairobi      | Kenya               | 1er - 12 août              |
| 1991  | 5e Jeux africains  | Le Caire     | Égypte              | 20 septembre - 1er octobre |
| 1995  | 6e Jeux africains  | Harare       | Zimbabwe            | 13 - 23 septembre          |
| 1999  | 7e Jeux africains  | Johannesburg | Afrique du Sud      | 10 - 18 septembre          |
| 2003  | 8e Jeux africains  | Abuja        | Nigeria             | 4 - 13 octobre             |
| 2007  | 9e Jeux africains  | Alger        | Algérie             | 12 - 21 juillet            |
| 2011  | 10e Jeux africains | Maputo       | Mozambique          | 4 - 11 septembre           |
| 2015  | 11e Jeux africains | Brazzaville  | République du Congo | 6 - 12 septembre           |
| 2019  | 12e Jeux africains | Rabat        | Maroc               | 20 - 29 août               |
| 2023  | 13e Jeux africains | Accra        | Ghana               | 15 - 22 mars               |

## Tableau des médailles
Mise à jour après l'édition 2023.
| Rang  | Nation                           | Or  | Argent | Bronze | Total |
| ----- | -------------------------------- | --- | ------ | ------ | ----- |
| 1     | Nigeria                          | 27  | 20     | 14     | 61    |
| 2     | Algérie                          | 26  | 20     | 21     | 67    |
| 3     | Égypte                           | 18  | 12     | 16     | 46    |
| 4     | Kenya                            | 18  | 11     | 16     | 45    |
| 5     | Tunisie                          | 13  | 10     | 14     | 37    |
| 6     | Ouganda                          | 8   | 9      | 11     | 28    |
| 7     | Ghana                            | 9   | 11     | 12     | 32    |
| 8     | Zambie                           | 7   | 4      | 9      | 20    |
| 9     | Maroc                            | 6   | 5      | 6      | 17    |
| 10    | Maurice                          | 6   | 3      | 4      | 13    |
| 11    | Cameroun                         | 4   | 2      | 17     | 23    |
| 12    | République démocratique du Congo | 3   | 10     | 10     | 23    |
| 13    | Éthiopie                         | 3   | 4      | 7      | 14    |
| 14    | Botswana                         | 3   | 2      | 3      | 8     |
| 15    | Tanzanie                         | 2   | 6      | 7      | 15    |
| 16    | Afrique du Sud                   | 2   | 4      | 10     | 16    |
| 17    | Guinée                           | 2   | 0      | 1      | 3     |
| 18    | Namibie                          | 1   | 4      | 3      | 8     |
| 19    | Madagascar                       | 1   | 2      | 2      | 5     |
| 20    | République du Congo              | 1   | 1      | 2      | 4     |
| 21    | Soudan                           | 1   | 1      | 0      | 2     |
| 22    | Sénégal                          | 1   | 0      | 3      | 4     |
| 23    | Mozambique                       | 0   | 5      | 3      | 8     |
| 24    | Niger                            | 0   | 2      | 0      | 2     |
| 24    | Togo                             | 0   | 2      | 0      | 2     |
| 25    | Zimbabwe                         | 0   | 1      | 1      | 2     |
| 26    | Burkina Faso                     | 0   | 1      | 0      | 1     |
| 26    | Guinée équatoriale               | 0   | 1      | 0      | 1     |
| 26    | Mali                             | 0   | 1      | 0      | 1     |
| 26    | Seychelles                       | 0   | 1      | 0      | 1     |
| 30    | Gabon                            | 0   | 0      | 7      | 7     |
| 31    | Lesotho                          | 0   | 0      | 4      | 4     |
| 32    | Angola                           | 0   | 0      | 2      | 2     |
| 32    | Bénin                            | 0   | 0      | 2      | 2     |
| 32    | Libye                            | 0   | 0      | 2      | 2     |
| 32    | République centrafricaine        | 0   | 0      | 2      | 2     |
| 36    | Burundi                          | 0   | 0      | 1      | 1     |
| 36    | Cap-Vert                         | 0   | 0      | 1      | 1     |
| 36    | Liberia                          | 0   | 0      | 1      | 1     |
| Total | Total                            | 149 | 142    | 188    | 479   |